# Верхнее Уфинье
Верхнее Уфинье — деревня в Смоленском районе Смоленской области России. Входит в состав Хохловского сельского поселения. Население — 18 жителей (2007 год). 
Расположена в западной части области в 17 км к юго-западу от Смоленска, в 9 км южнее автодороги А141 Орёл — Витебск. В 10 км севернее деревни расположена железнодорожная станция Катынь на линии Москва — Минск. 

## История
В годы Великой Отечественной войны деревня была оккупирована гитлеровскими войсками в июле 1941 года, освобождена в сентябре 1943 года. 